# مقدر (مياندشت)
مقدر (بالفارسية: مقدر) هي مستوطنة تقع في إيران في Miyandasht Rural District. يقدر عدد سكانها بـ 71 نسمة بحسب إحصاء 2016.